# 18060 Zarex
18060 Zarex è un asteroide troiano di Giove del campo greco. Scoperto nel 1999, presenta un'orbita caratterizzata da un semiasse maggiore pari a 5,1235557 au e da un'eccentricità di 0,0578636, inclinata di 6,63812° rispetto all'eclittica.
L'asteroide è dedicato all'omonimo eroe della mitologi greca.